# 1937 au Nouveau-Brunswick
Chronologie du Nouveau-Brunswick
- 1933
- 1934
- 1935
- 1936
- 1937
- 1938
- 1939
- 1940
- 1941

Cette page concerne des événements survenus en 1937 dans la province canadienne du Nouveau-Brunswick.

## Événements
- 15 août : fondation du journal L'Ordre social à Moncton.
- 27 octobre : le député du Comté de Carleton Frederick C. Squires devient officiellement chef du parti conservateur.

## Naissances
- Régis Brun, historien et romancier.
- Donat Lacroix, auteur-compositeur-interprète.
- 18 juin : Rose-Marie Losier-Cool, sénatrice.
- 25 août : John G. Bryden, sénateur.
- 25 septembre : Freeman Patterson, écrivain et photographe.

## Décès
- 14 mars : Thomas Wakem Caldwell, député.
- 27 décembre : John Douglas Hazen, premier ministre du Nouveau-Brunswick.